# Collevecchio
Collevecchio település Olaszországban, Lazio régióban, Rieti megyében. Lakosainak száma 1581 fő (2023. január 1.). Collevecchio Civita Castellana, Magliano Sabina, Montebuono, Ponzano Romano, Stimigliano és Tarano községekkel határos.

## Népesség
A település lakossága az elmúlt években az alábbi módon változott:
| Lakosok száma | 1555 | 1561 | 1581 |
|               | 2017 | 2018 | 2023 |